# Wat Worachettharam
Chùa Con Gà hay Wat Worachettharam (tiếng Thái:วัดวรเชษฐาราม, phiên âm: Vát Vo-la-chét-tha-lam) là một ngôi đền nằm trong quần thể di tích Công viên lịch sử Ayutthaya được công nhận là di sản văn hóa thế giới vào năm 1991 - thuộc thành phố Ayutthaya – thủ phủ của tỉnh lỵ Ayutthaya.Khu vực này có tổng cộng 3 di tích:
- Wat Lokaya Suttha (วัดโลกยสุธาราม)
- Wat Worapoh (วัดวรโพธิ์)
- Wat Worachettharam( วัดวรเชษฐาราม)

## Vị trí

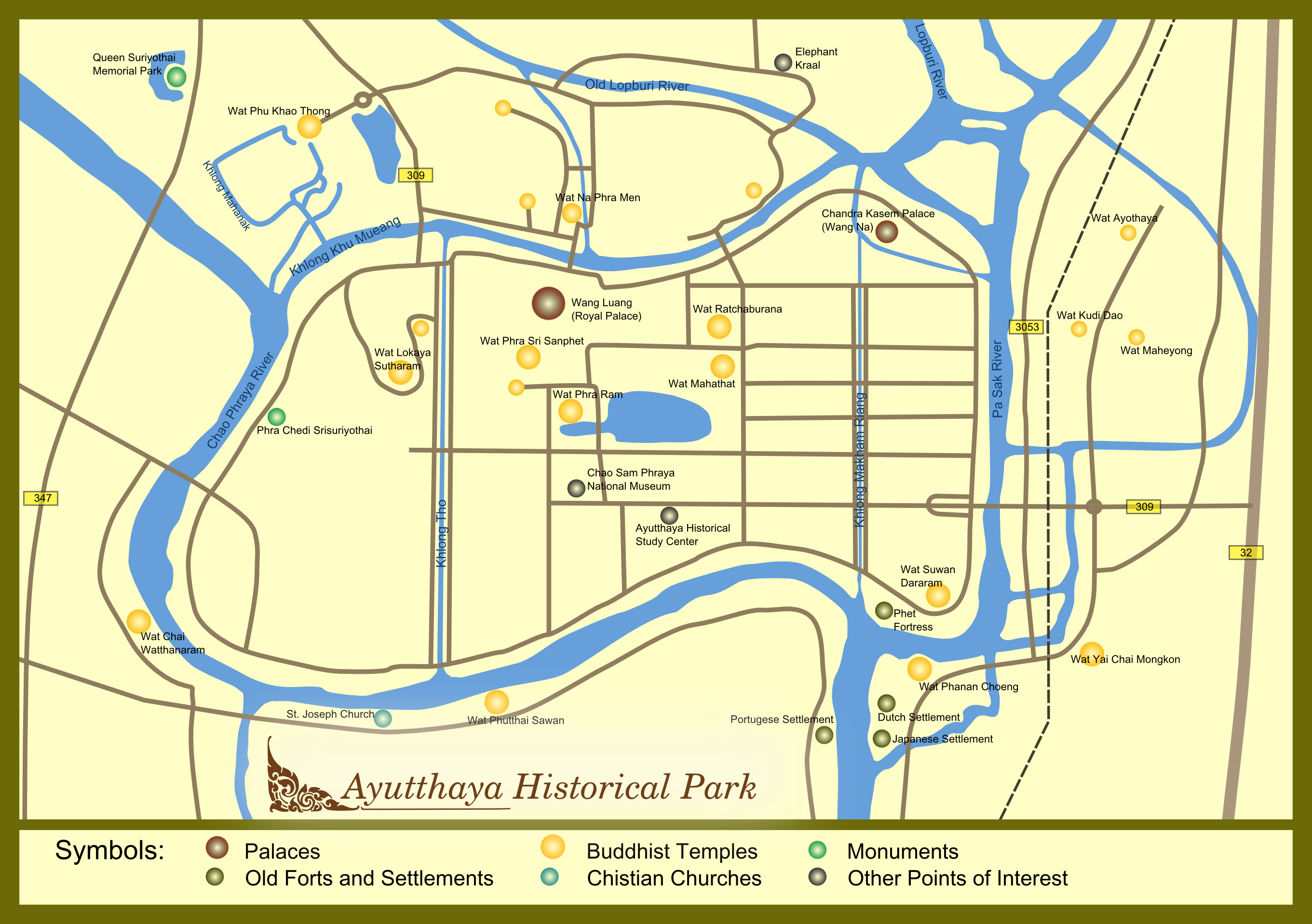
Bản đồ vị trí chùa

Đền nằm trên diện tích rộng lớn được ngăn bởi 3 dòng sông Chao Phraya, sông Khlong Khu Mueang, và con kênh Khlong Tho. Gần cạnh ngôi chùa còn có 2 di tích khác nữa đó chính là Wat Worapoh và Wat Lokaya Suttha, nhưng trong số 3 ngôi đền này, du khách chỉ tham quan Wat Lokaya mà thôi, vì hai ngôi đền còn lại hầu như bị phá hủy hoàn toàn bao quanh là cây táo dại phủ đầy.

## Miêu tả
Nằm đơn độc với một ngôi mộ tháp có chín chú gà trống mào đỏ, cựa vàng và bộ lông sặc sỡ đứng uy nghi đằng trước một bức tượng Phật. Nằm cạnh kênh đào Ayutthaya, Wat Worachettharam được vua Eakathosarot xây dựng năm 1593, khi vua Naresuan bị chết trong một cuộc chiến đấu với vua Tong-U của Miến Điện. Để vinh danh anh trai, vua Eakathosarot cho xây một lò hỏa thiêu khổng lồ và 10.000 nhà sư đã được mời tới để cầu nguyện cho buổi lễ hỏa táng của hoàng gia.
Bức tượng Phật uy nghiêm đứng trước ngôi mộ tháp đã bị mất đầu do chiến tranh và cùng chịu chung với số phận trong toàn thể khu di tích lịch sử Ayutthaya khi quân đội Miến Điện tràn vào thành vào năm 1767.
Phần đầu hiện nay đã được ghép sau vào sau đợt trùng tu, được khoác chiếc áo cá sa vàng rực rỡ. 

## Tình trạng
Là di tích hẩm hiu nhất trong di tích bởi mức độ tàn phá của chiến tranh và thời gian, do đó di tích để lại nhiều ấn tượng trong lòng du khách.